# MS 0735
MS 0735.6+7421 o MS 0735 de forma abreviada, es un cluster de galaxias que se encuentra a 2600 millones de años luz de la tierra y se compone de varias docenas de galaxias. En el centro del clúster se observa una galaxia brillante en cuyo núcleo se localiza un agujero negro supermasivo con una masa equivalente a unos 1000 millones de masas solares. Este lanza dos largos jets a velocidades cercanas a la de la luz, que emiten ondas de radio. Todo el cluster se encuentra rodeado por gas de coloración azul extremadamente caliente que emite rayos X. 

## Una de las erupciones más poderosas del universo

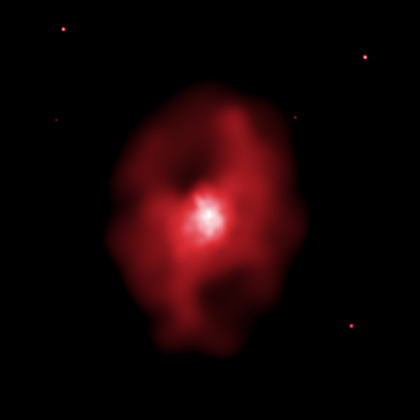
Imagen infrarroja del gas que rodea todo el cluster (escala de 4.2 arcmin por lado). Crédito:NASA/CXC/Ohio U./B.McNamara. (30 de noviembre de 2003)).

La imagen en infrarrojo muestra dos enormes cavidades cada una de unos 600 000 años luz de diámetro en una nube de gas caliente que invade todo el cluster galáctico. Estas cavidades contienen muy poca cantidad de gas y a través de ellas pasan 2 burbujas magnetizadas de electrones que emiten ondas de radio a niveles de energía extremadamente alta.
Estas cavidades emergen por los lados de una de las galaxias centrales del grupo, las cuales ponen de manifiesto una enorme erupción producida por un agujero negro supermasivo en el centro de una de las galaxias, el cual crea estas superestructuras. La magnitud de tal erupción sugiere que una enorme cantidad de gas se arremolina a muy alta velocidad alrededor de este agujero negro y genera un intenso campo electromagnético que eyecta una fracción de este gas en forma de poderosos jets de partículas de alta energía.
Las emisiones de radio que provienen de estas dos cavidades muestras dos jets generados a partir del agujero negro, los cuales forman estas cavidades en el gas supercaliente, que se encuentra a millones de grados centígrados, y que es expulsado a velocidades supersónicas a distancias superiores al millón de años luz. La masa estimada del gas desplazado por los jets equivale a un trillón de soles, lo cual equivale a más cantidad de masa de la que se encuentra en la Vía Láctea.

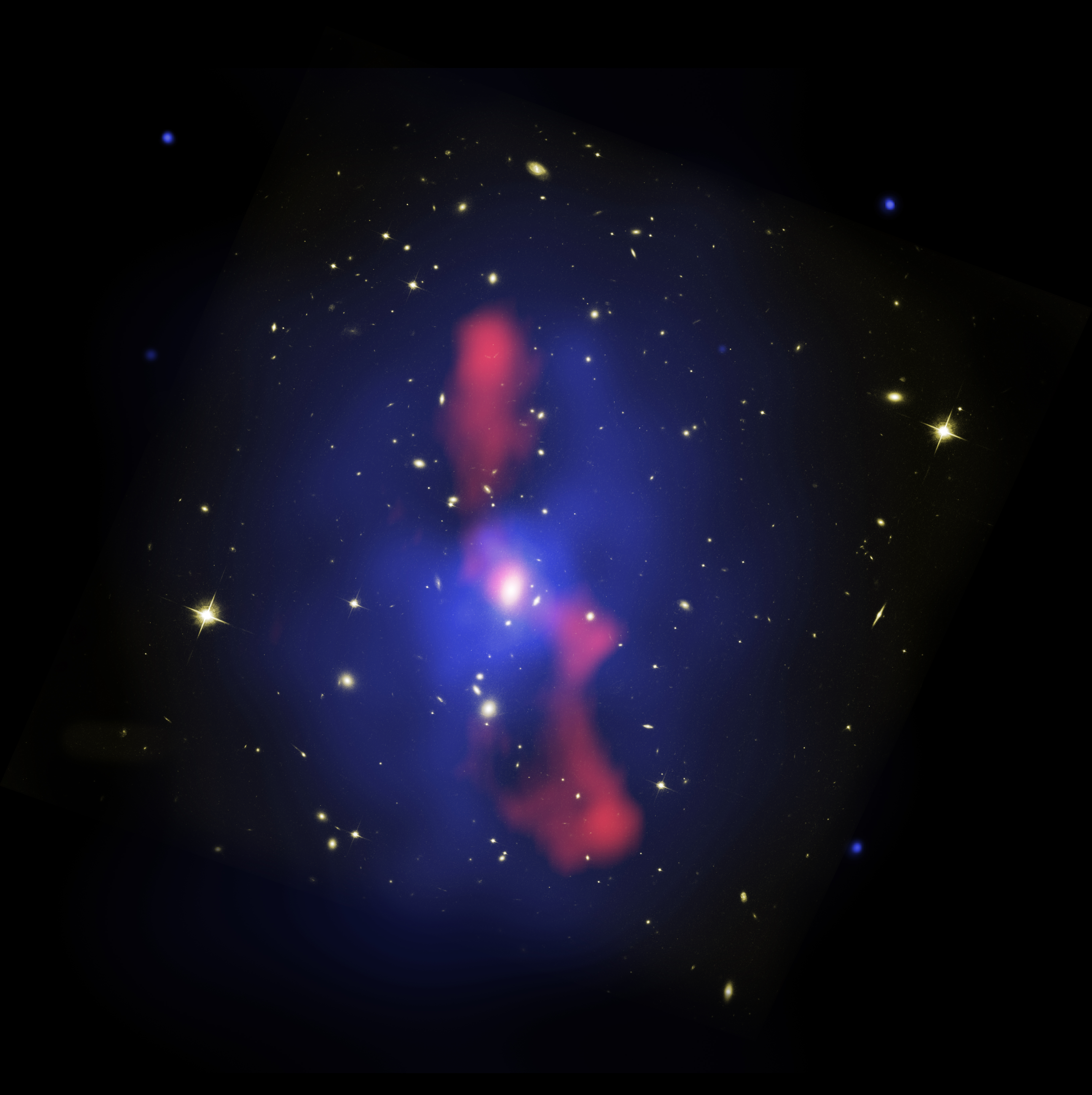
Imagen montada donde puede observarse el tamaño de la nube de gas rodeando todo el clúster de galaxias MS 0735. Créditos: Telescopio Hubble y Chandra. Cortesía de NASA, ESA, CXC, STScI y B. McNamara (Universidad de Waterloo).

Gracias a las imágenes tomadas por el Observatorio de rayos X Chandra de la NASA, los astrónomos tienen una idea de la voracidad que puede tener uno de estos agujeros negros supermasivos y los efectos que puede producir en todo el cluster galáctico que le rodea. La erupción que ha estado activa por más de 100 millones de años ha generado una energía equivalente a cientos de millones de explosiones de rayos gamma. Si bien la mayor parte de la materia es absorbida, una pequeña porción de esta es eyectada a altísimas energías y con velocidades cercanas a la de la luz  por los efectos de los enormes valores de la fuerza de gravedad cuando la materia circundante ingresa al agujero negro. 
Si bien es difícil estimar de dónde provino tanta cantidad de materia junta, una teoría indica que el gas de la galaxia que hospeda al agujero negro en su centro se enfrió y comenzó a agruparse alimentándolo catastróficamente. La energía liberada demuestra que este agujero negro ha crecido dramáticamente en el centro de MS 0735 durante estas erupciones. El crecimiento acelerado de los agujeros supermasivos usualmente es detectado al observar radiaciones muy brillantes en el centro de las galaxias, tanto en el espectro óptico como en la banda de rayos X, o si no, al detectar las emisiones de los jets muy luminosos. Sin embargo en el caso particular del MS 0735 no se detecta ningún brillo o radiación en su centro y las emisiones de radio de los dos jets son más bien débiles; por lo que la verdadera naturaleza de MS 0735 solo puede ser revelada a través de la observación del cluster y del gas supercaliente en la banda de rayos X. Para estimar la energía necesaria para crear estas cavidades se utilizan datos de la densidad, temperatura y presión del gas candente. Con la presunción estadística de que solo un 10% de la energía gravitacional logra escapar en forma de jets, puede estimarse cuanto material ha tragado el agujero negro supermasivo.
Además de provocar estas enormes cavidades en la nube del gas intergaláctico, parte de la energía liberada por estas enormes erupciones recalientan nuevamente el gas circundante que se enfría y se acerca al centro de la galaxia lo cual genera campos magnéticos a gran escala en las galaxias del cluster. 
Estudios previos sugieren que otros agujeros negros han crecido muy poco en el pasado reciente y que solo agujeros negros más pequeños pueden crecer con tasas de tanta rapidez. El telescopio Chandra ha descubierto evidencias de explosiones en otras cavidades de rayos X en otros cluster de galaxias, pero particularmente las cavidades en el MS 0735 son por mucho las más grandes y poderosas de todas. Para crear esta enorme explosión, el agujero negro supermasivo ha tragado alrededor de unas 300 millones de masas solares de gas en los últimos 100 millones de años.